# Lagrezia decaryana
Lagrezia decaryana är en amarantväxtart som beskrevs av Alberto Judice Leote Cavaco. Lagrezia decaryana ingår i släktet Lagrezia och familjen amarantväxter. Inga underarter finns listade i Catalogue of Life.